# Coupe sud-américaine de ski alpin
La Coupe sud-américaine de ski alpin est une série internationale de courses de ski alpin créée par la FIS en 1994, se déroulant sur le continent sud-américain. 
Elle est l'une des cinq compétitions continentales de la FIS avec la Coupe d'Europe , la Coupe nord-américaine, la Coupe d' Extrême-Orient et la Coupe Australie-Nouvelle-Zélande. 

## Organisation
Les courses sont organisées dans les 5 disciplines : descente, super G, slalom géant, slalom et combiné. Toutes les courses se déroulent sur le continent sud-américain (principalement en Argentine et au Chili) pendant le semestre d'hiver de l'hémisphère sud, d'aout à début octobre.
La Coupe sud-américaine suit toutes les règles de la FIS (dont l'attribution de points identique à celle de la Coupe du monde). Ainsi le premier classé (masculin et féminin) sud-américain de chaque discipline est qualifié pour concourir dans cette même discipline lors des épreuves de la Coupe du monde de la saison suivante.
La Coupe n'a pas été organisée en 1996, 1998, 2020 et 2021.

## Palmarès[2]

### Hommes

#### Classement général
| Saison | Vainqueur                      | Second                         | Troisième                         |
| ------ | ------------------------------ | ------------------------------ | --------------------------------- |
| 1994   | Carlos Manuel Bustos           | Gáston Begue                   | Mariano Puricelli                 |
| 1995   | Carlos Manuel Bustos           | Jürgen Hasler                  | Max Rauffer                       |
| 1997   | Cristian Javier Simari Birkner | Carlos Manuel Bustos           | Paul Accola                       |
| 1999   | Cristian Javier Simari Birkner | Agustín García Jurjo           | Nicolas Arsel                     |
| 2000   | Cristian Javier Simari Birkner | Aymeric Simon                  | Thomas Grob                       |
| 2001   | Cristian Javier Simari Birkner | Nicolas Arsel                  | Christophe Saioni                 |
| 2002   | Cristian Javier Simari Birkner | Nicolas Burtin Antoine Tissot  | –                                 |
| 2003   | Zachary Brown                  | Facundo Aguirre                | Jorge Mandrú                      |
| 2004   | Cristian Javier Simari Birkner | Alex Antor                     | Casey Puckett                     |
| 2005   | Cristian Javier Simari Birkner | Jorge Mandrú                   | Christophe Roux                   |
| 2006   | Cristian Javier Simari Birkner | Jorge Mandrú                   | Adrien Théaux                     |
| 2007   | Cristian Javier Simari Birkner | Jorge Mandrú                   | Andrej Šporn                      |
| 2008   | Cristian Javier Simari Birkner | Jorge Mandrú                   | Joe Swensson                      |
| 2009   | Cristian Javier Simari Birkner | Rafael Anguita                 | Sebastiano Gastaldi               |
| 2010   | Cristian Javier Simari Birkner | Sebastiano Gastaldi            | Jorge Mandrú                      |
| 2011   | Cristian Javier Simari Birkner | Sebastiano Gastaldi            | Geoffrey Mattel                   |
| 2012   | Cristian Javier Simari Birkner | Sebastiano Gastaldi            | Jorge Francisco Birkner Ketelhohn |
| 2013   | Cristian Javier Simari Birkner | Josef Ferstl                   | Natko Zrnčić-Dim                  |
| 2014   | Klemen Kosi                    | Ondřej Bank                    | Andrej Šporn                      |
| 2015   | Klemen Kosi                    | Josef Ferstl                   | Natko Zrnčić-Dim                  |
| 2016   | Josef Ferstl                   | Klemen Kosi                    | Martin Čater                      |
| 2017   | Marko Vukićević                | Sebastiano Gastaldi            | Klemen Kosi                       |
| 2018   | Klemen Kosi                    | Cristian Javier Simari Birkner | Marko Vukićević                   |
| 2019   | Cristian Javier Simari Birkner | Henrik von Appen               | Simon Breitfuss Kammerlander      |
| 2022   | Tiziano Gravier                | Henrik von Appen               | Andrés Figueroa                   |
| 2023   | Tomas Birkner de Miguel        | Kay Lorshler                   | Philip Lundquist                  |
| 2024   | Tiziano Gravier                | Thomas Lardon                  | Mattia Cason                      |

### Dames

#### Classement général
| Saison | Gagnante                   | Deuxième                                 | Troisième                  |
| ------ | -------------------------- | ---------------------------------------- | -------------------------- |
| 1994   | Carola Calello             | Gabriela Quijano                         | Francisca Steverlynk       |
| 1995   | Carola Calello             | Arantxa Cruz Schroch                     | Dominique Ezquerra         |
| 1997   | Carola Calello             | Mojca Suhadolc                           | María Belén Simari Birkner |
| 1999   | María Belén Simari Birkner | Carola Calello                           | Julie Duvillard            |
| 2000   | María Belén Simari Birkner | Macarena Simari Birkner                  | Miriam Vázquez             |
| 2001   | María Belén Simari Birkner | Macarena Simari Birkner                  | Marina Romero              |
| 2002   | María Belén Simari Birkner | Macarena Simari Birkner                  | Julie Duvillard            |
| 2003   | María Belén Simari Birkner | Macarena Simari Birkner                  | Julie Duvillard            |
| 2004   | María Belén Simari Birkner | Macarena Simari Birkner Veronica Gandini | –                          |
| 2005   | María Belén Simari Birkner | Macarena Simari Birkner                  | Alexandra Coletti          |
| 2006   | María Belén Simari Birkner | Macarena Simari Birkner                  | Noelle Barahona            |
| 2007   | María Belén Simari Birkner | Benedetta Cumani                         | Martina Boselli            |
| 2008   | Macarena Simari Birkner    | María Belén Simari Birkner               | Mirena Küng                |
| 2009   | María Belén Simari Birkner | Macarena Simari Birkner                  | Aurélie Marchand           |
| 2010   | María Belén Simari Birkner | Benedetta Cumani                         | Macarena Simari Birkner    |
| 2011   | María Belén Simari Birkner | Macarena Simari Birkner                  | Noelle Barahona            |
| 2012   | María Belén Simari Birkner | Macarena Simari Birkner                  | Noelle Barahona            |
| 2013   | Nicol Gastaldi             | Noelle Barahona                          | Julietta Quiroga           |
| 2014   | Noelle Barahona            | Salomé Báncora                           | Jéromine Géroudet          |
| 2015   | Noelle Barahona            | Macarena Simari Birkner                  | Cara Brown                 |
| 2016   | Ester Ledecká              | Macarena Simari Birkner                  | Noelle Barahona            |
| 2017   | Noelle Barahona            | Macarena Simari Birkner                  | Núria Pau                  |
| 2018   | Macarena Simari Birkner    | Francesca Baruzzi Farriol                | Mialitiana Clerc           |
| 2019   | Jelena Jakowischina        | Mialitiana Clerc                         | Macarena Simari Birkner    |
| 2022   | Lara Colturi               | Francesca Baruzzi Farriol                | Malin Sofie Sund           |
| 2023   | Matilde Schwencke          | Giselle Gorringe                         | Florencia Aramburo         |
| 2024   | Giselle Gorringe           | Francesca Baruzzi Farriol                | Jordina Caminal Santure    |